# Martin Mosimann
Martin Mosimann  (* 1996) ist ein Schweizer Unihockeyspieler, der beim Nationalliga-A-Verein Unihockey Tigers Langnau unter Vertrag steht.

## Karriere
Mosimann debütierte 2014 für die Unihockey Tigers Langnau in der Nationalliga A. Bis 2016 spielte er zudem im Nachwuchs der Langnauer, ehe er zur Saison 2017/18 fix in das Kader der ersten Mannschaft befördert wurde.
2018 gab Marc Dylsi, Sportchef der Unihockey Tigers Langnau, die Vertragsverlängerung um drei Jahren mit dem Verteidiger bekannt.
Ein Jahr später, 2009, gewann Jakob mit den Unihockey Tigers Langnau den Schweizer Cup mit einem 9:8-Sieg über den Grasshopper Club Zürich.

## Erfolge
- Schweizer Cup: 2019